# ChannelEngine
ChannelEngine este un furnizor global de servicii de integrare a comerțului electronic pe piață, cu sediul în Leiden, Țările de Jos.
Compania lucrează cu peste 8.000 de mărci, inclusiv Bugaboo, Staples, JBL, Polaroid, Hunkemöller, Brabantia, Reckitt Benckiser, Bosch, JDE, Electrolux, Philips Domestic Appliances, Signify, Diadora, Glanbia, O'Neill etc.

## Istorie
ChannelEngine a fost fondată în 2013 în Leiden, Țările de Jos, de Jorrit Steinz.
În noiembrie 2018, ChannelEngine a primit 1,26 milioane USD în timpul unei runde de start.
În ianuarie 2021, compania a încheiat runda de investiții din seria A de 6,04 milioane USD de către Inkef, cu participarea investitorului existent Airbridge Equity Partners.
La 18 noiembrie 2021, ChannelEngine a anunțat un nou parteneriat strategic cu managementul experienței de produs (PXM) Akeneo.